# Broadcasting House
Broadcasting House – gmach w Londynie, przy ulicy Portland Place w dzielnicy Marylebone w gminie City of Westminster, wzniesiony jako siedziba BBC i pozostający oficjalnym adresem korporacji, wymienianym m.in. w jej rejestracji sądowej. Broadcasting House jest głównym ośrodkiem radia BBC i siedzibą większości redakcji informacyjnych tego nadawcy (radiowych, telewizyjnych i internetowych).

## Charakterystyka
Broadcasting House składa się z dwóch głównych części: zabytkowego budynku z lat 30. XX wieku oraz dobudowanego do niego w latach 2005–2010 nowego skrzydła. Głównym projektantem pierwotnego gmachu był George Val Meyer, zaś otwarcie nastąpiło 14 maja 1932 roku. Budynek, którego nazwa w dosłownym tłumaczeniu znaczy „dom nadawczy”, był pierwszym w Wielkiej Brytanii obiektem wzniesionym specjalnie na potrzeby produkcji i nadawania audycji radiowych.
W 2005 rozpoczął się projekt kompleksowej renowacji i rozbudowy Broadcasting House. W ramach tej inwestycji odnowieniu poddana została stara część obiektu, przy czym ze względu na jego wpis do rejestru zabytków, zachowano tu wymogi konserwatorskie. Dobudowano też nową część, początkowo określaną roboczo jako Egton Wing, zaś w 2012 nazwaną oficjalnie John Peel Wing, na cześć prezentera radiowego BBC Johna Peela. Prace budowlane zakończyły się w roku 2010, w 2011 dokonano odbiorów technicznych, zaś do końca roku 2012 zrealizowana została ostatnia część inwestycji, związana z instalacją sprzętu niezbędnego przy produkcji medialnej, m.in. budową nowego centralnego newsroomu BBC. Głównym architektem przebudowy był Richard MacCormac.

### Dachy
Ważną rolę w architekturze obu części odgrywają dachy. Na szczycie starej części znajduje się czynny nadal maszt radiowy, podkreślający rolę budynku. Z kolei na dachu nowego skrzydła zbudowano pomnik o wysokości 10 metrów, w kształcie szklanego rogu, upamiętniający dziennikarzy BBC, którzy zginęli w czasie pełnienia swych obowiązków. Po zmroku pomnik jest podświetlany. W czasie trwania sztandarowego telewizyjnego programu informacyjnego BBC, BBC News at Ten, czyli codziennie w godzinach 22:00-22:30, umieszczone wewnątrz pomnika reflektory wystrzeliwują w niebo słup światła o wysokości 900 metrów.
Na dachach odbywają się także wydarzenia artystyczne. W lutym 2009 na niezapowiedzianym, dwudziestominutowym minikoncercie wystąpiła tam irlandzka grupa U2. Występ był transmitowany na żywo na antenie BBC Radio 1, obejrzało go też na żywo ok. 5 tysięcy przechodniów.

## Wykorzystanie
Od marca 2013, kiedy to zakończyła się przeprowadzka różnych redakcji do powiększonego gmachu, Broadcasting House pełni dwie główne role: siedziby BBC Radio oraz BBC News (pionu informacyjnego). Nadają z niego BBC Radio 1, BBC 1Xtra, BBC Radio 3, BBC Radio 4, BBC Radio 4 Extra i  BBC World Service. Studia  BBC Radio 2 i BBC 6 Music zlokalizowane są w sąsiednim budynku Western House. W budynku znajduje się również BBC Radio Theatre, duże studio radiowe przeznaczone do nagrywania programów z udziałem publiczności, dla której przewidziano 310 miejsc siedzących na dwóch poziomach.
Gmach jest także siedzibą kanałów informacyjnych BBC News, BBC World News, BBC Arabic i BBC Persian, jak również redakcji wszystkich ogólnokrajowych programów informacyjnych BBC (z wyjątkiem redakcji sportowych, gdyż centralny ośrodek BBC Sport znajduje się w Salford). Jest również miejscem redagowania portalu BBC News oraz siedzibą BBC London, regionalnego oddziału BBC tworzącego programy lokalne (w tym całodobową stację radiową) dla brytyjskiej stolicy. Redakcje działają w oparciu o jeden, centralny newsroom.

## Galeria

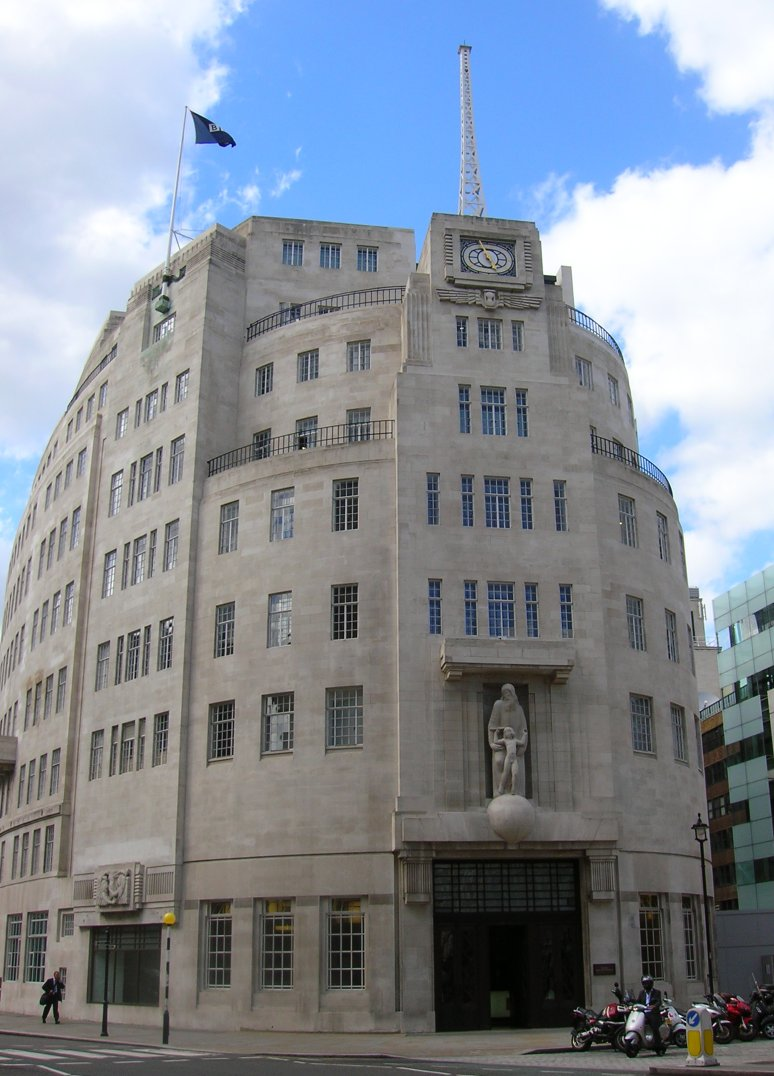
Stara część budynku
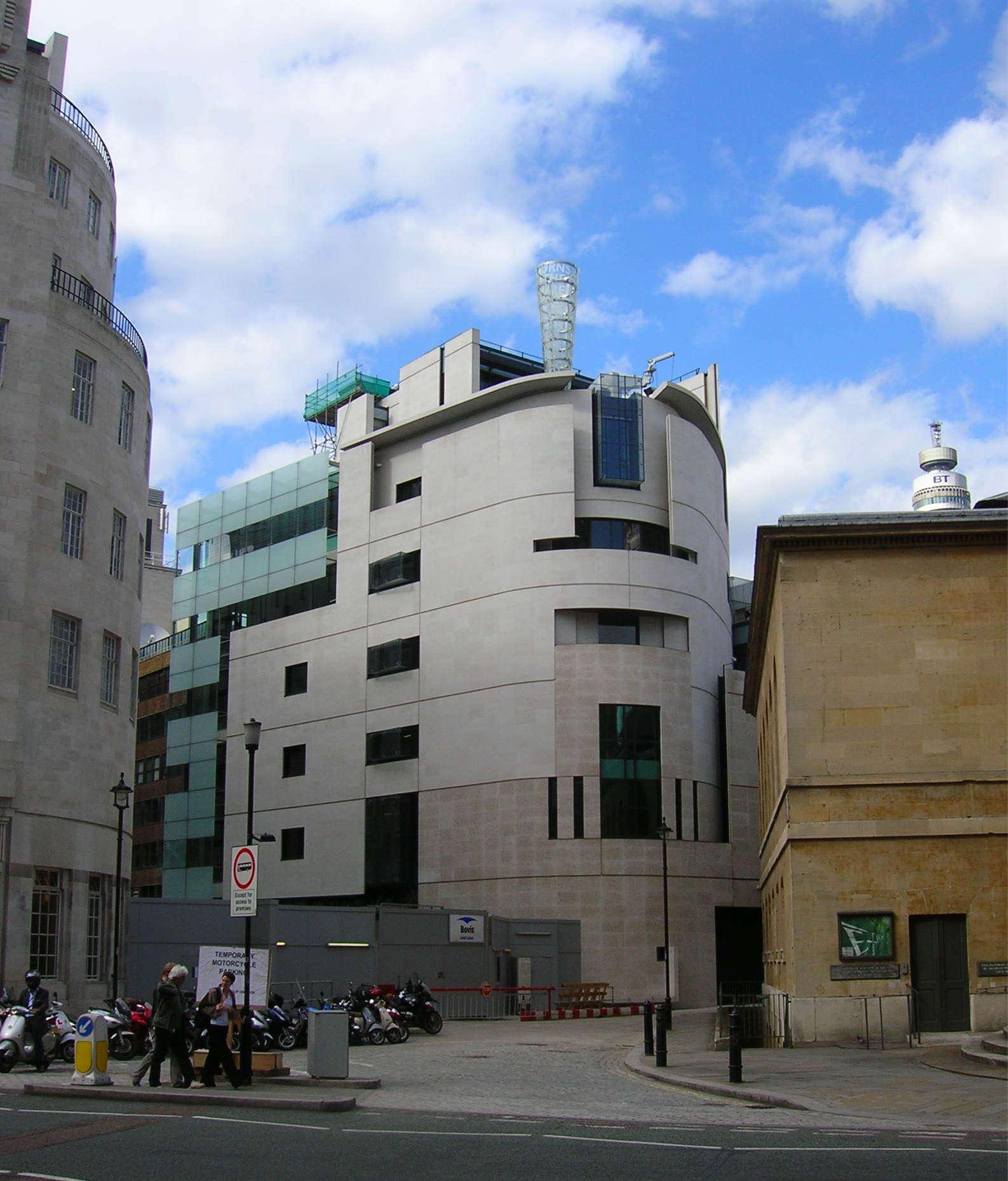
Nowa część budynku
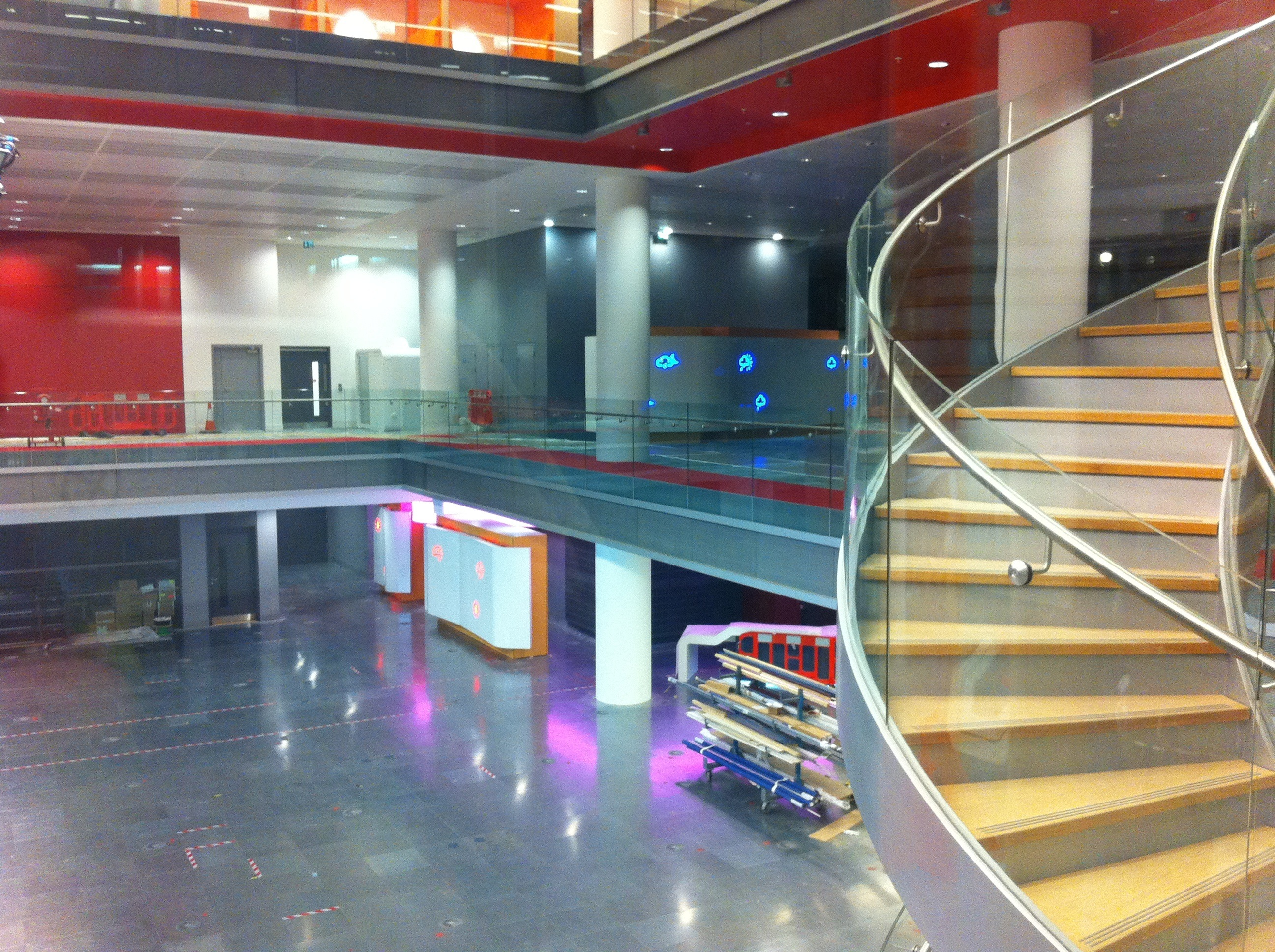
Nowy centralny newsroom BBC w czasie prac wykończeniowych
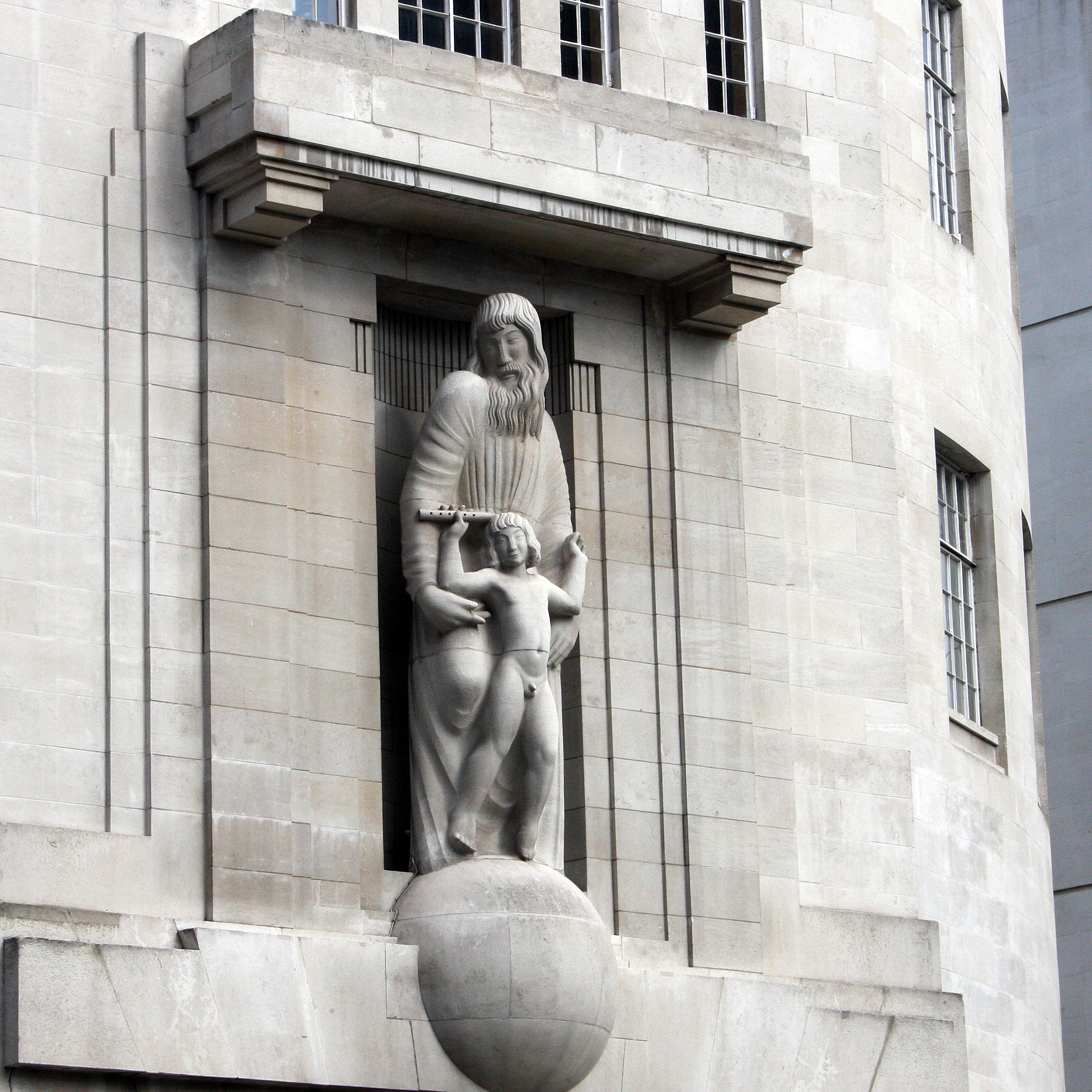
Rzeźba Prospero i Ariel Erica Gilla na fasadzie starej części, jeden z symboli BBC
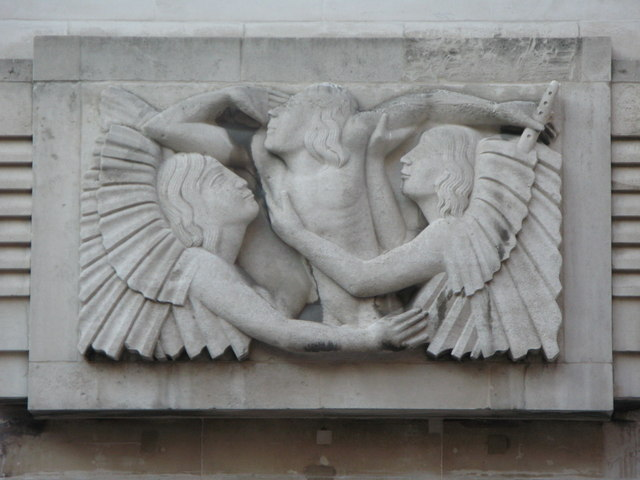
Jeden z detali architektonicznych na fasadzie starej części
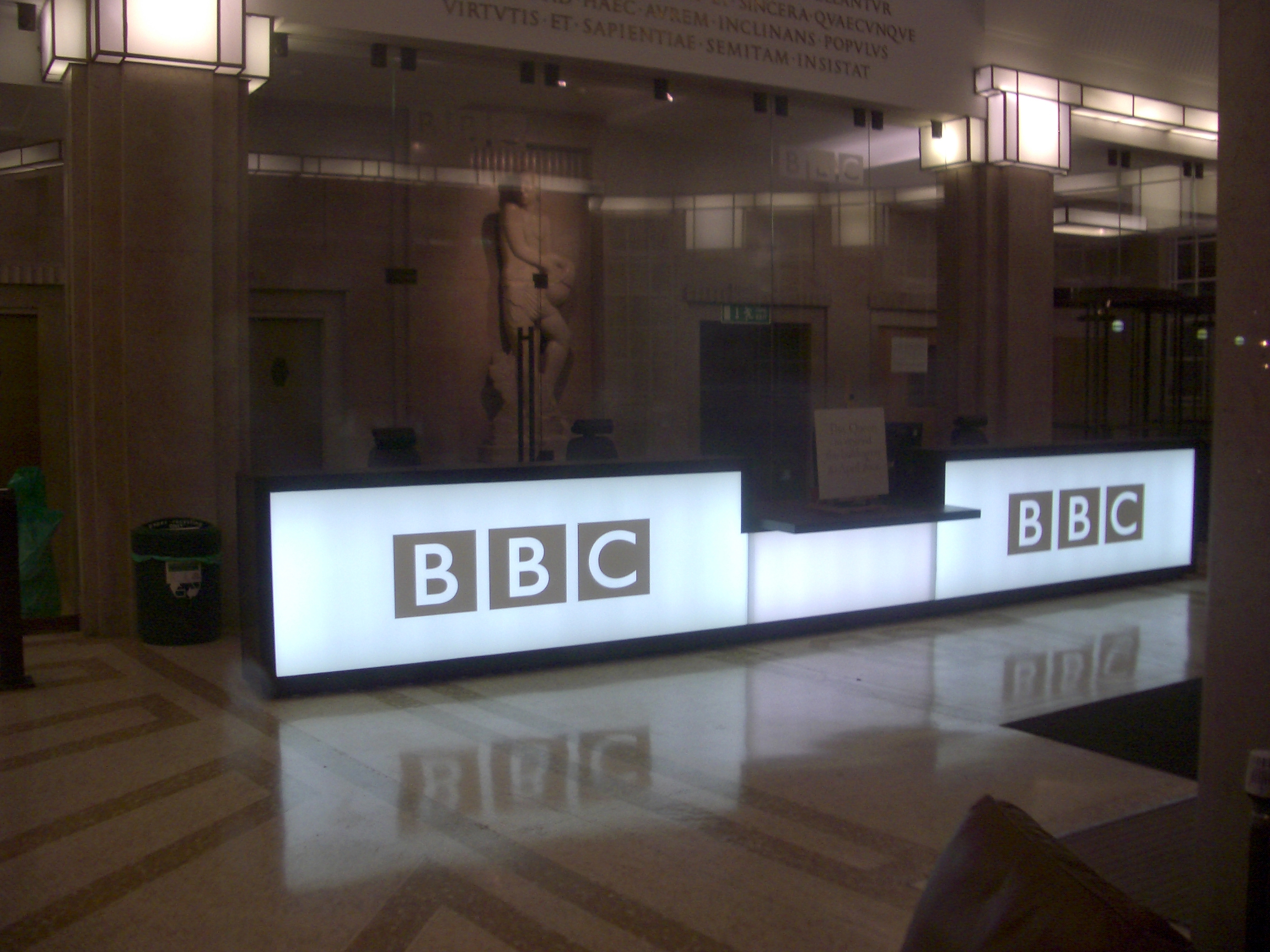
Nowa recepcja główna